# Ermita de San Sebastián (Fernán Núñez)
La actual ermita de San Sebastián del municipio de Fernán Núñez (Córdoba, España), inserta en el cementerio municipal, sustituye a la anterior dedicada a dicho santo junto a la Virgen de los Remedios, que fue derribada debido a su deteriorado estado en el siglo XIX.

## Historia
En 1680 se llevaron a cabo enterramientos junto a ella, debido a una epidemia, aunque el cementerio estaba situado junto a la iglesia de Santa Marina.
En 1860, como reza en la puerta de entrada, se construye y asienta definitivamente el camposanto en ese lugar, quedando la ermita ubicada a la entrada del mismo. Actualmente, se encuentra custodiada por un imponente Cristo crucificado, obra de Juan Polo. En ella se pueden observar en la entrada dos pilones que marcan las obras frustradas de un panteón para la casa ducal.
La ermita, que se encontraba alejada del casco urbano, en una de las salidas del pueblo, al igual que la ermita del Calvario y de la Caridad, y en zona elevada, le ha dado nombre a la actual calle de San Sebastián y a la barriada conocida como Monte de la Vieja, que no es sino una forma abreviada de Monte de la Vieja Ermita de San Sebastián.
- Datos: Q5836224